# Rhaconotus testaceiceps
Rhaconotus testaceiceps är en stekelart som först beskrevs av Cameron 1910.  Rhaconotus testaceiceps ingår i släktet Rhaconotus och familjen bracksteklar. Inga underarter finns listade i Catalogue of Life.